# CryptoPad
CryptoPad — сервис, позволяющий хранить зашифрованную информацию без передачи данных в открытом виде удалённому серверу. Алгоритм реализуется предварительным шифрованием данных на стороне клиента перед отправкой, при этом пароль, данные и ключи не отправляются на сервер в открытом виде.
Основное отличие сервиса CryptoPad — это то, что на сервере размещена информация только в зашифрованном виде, при этом даже владелец сервера не может прочитать  информации, так как шифрование производится на стороне клиента.
Для шифрования используется алгоритм AES с длиной ключа в 256 бит. Для шифрования на стороне клиента используется JavaScript.
Сервис позволяет хранить до 64 килобайт информации.